# Aydıntepe (district)
Aydıntepe is een Turks district in de provincie Bayburt en telt 7.200 inwoners (2007). Het district heeft een oppervlakte van 473,1 km². Hoofdplaats is Aydıntepe.
De bevolkingsontwikkeling van het district is weergegeven in onderstaande tabel.
| 1997   | 2000   | 2007  |
| ------ | ------ | ----- |
| 11.712 | 12.614 | 7.200 |